# Bohunice (powiat Levice)
Bohunice – wieś (obec) na Słowacji położona w kraju nitrzańskim, w powiecie Levice. Pierwsze wzmianki o miejscowości pochodzą z roku 1270. 
Według danych z dnia 31 grudnia 2012, wieś zamieszkiwało 135 osób, w tym 73 kobiety i 62 mężczyzn.
W 2001 roku pod względem narodowości i przynależności etnicznej 98,73% mieszkańców stanowili Słowacy, a 0,63% Węgrzy.
Ze względu na wyznawaną religię struktura mieszkańców kształtowała się w 2001 roku następująco:
- Katolicy rzymscy – 20,25%
- Ewangelicy – 69,62%
- Ateiści – 7,59%
- Nie podano – 2,53%